# Roswitha Emonts-Gast
Roswitha Emonts-Gast (* 13. November 1944 in Schreiberhau, Provinz Niederschlesien, seit 1945 Polen) ist eine ehemalige belgische Leichtathletin. 

## Sportliche Karriere
Die 1,72 m große Roswitha Emonts-Gast vom Leichtathletik Club Eupen war 1965 und 1966 belgische Meisterin im 80-Meter-Hürdenlauf, 1970 und 1972 siegte sie über 100 Meter Hürden. 1968 war sie Weitsprungmeisterin mit 5,78 m, 1971 gewann sie mit 1,70 m den Titel im Hochsprung. Sechsmal siegte sie im Fünfkampf: 1963, 1964, 1967, 1970, 1971 und 1972.
Bei den Olympischen Spielen 1968 in Mexiko-Stadt belegte sie mit 3654 Punkten im Fünfkampf den 30. Platz. Ihre Chancen auf eine gute Platzierung hatte sie mit drei ungültigen Versuchen im Hochsprung eingebüßt. Zwei Tage nach dem Fünfkampf trat sie auch über 80 Meter Hürden an und schied als Siebte des vierten Vorlaufs in 11,4 Sekunden aus.
1971 trat sie bei den Europameisterschaften in Helsinki im Hochsprung an und belegte im Finale mit 1,60 m den 27. und letzten Rang, nachdem 27 von 35 Springerinnen in der Qualifikation über 1,73 Meter gesprungen waren. Zwei Tage später erreichte sie den 16. Platz im Fünfkampf mit der persönlichen Bestleistung von 4578 Punkten.